# Martina André

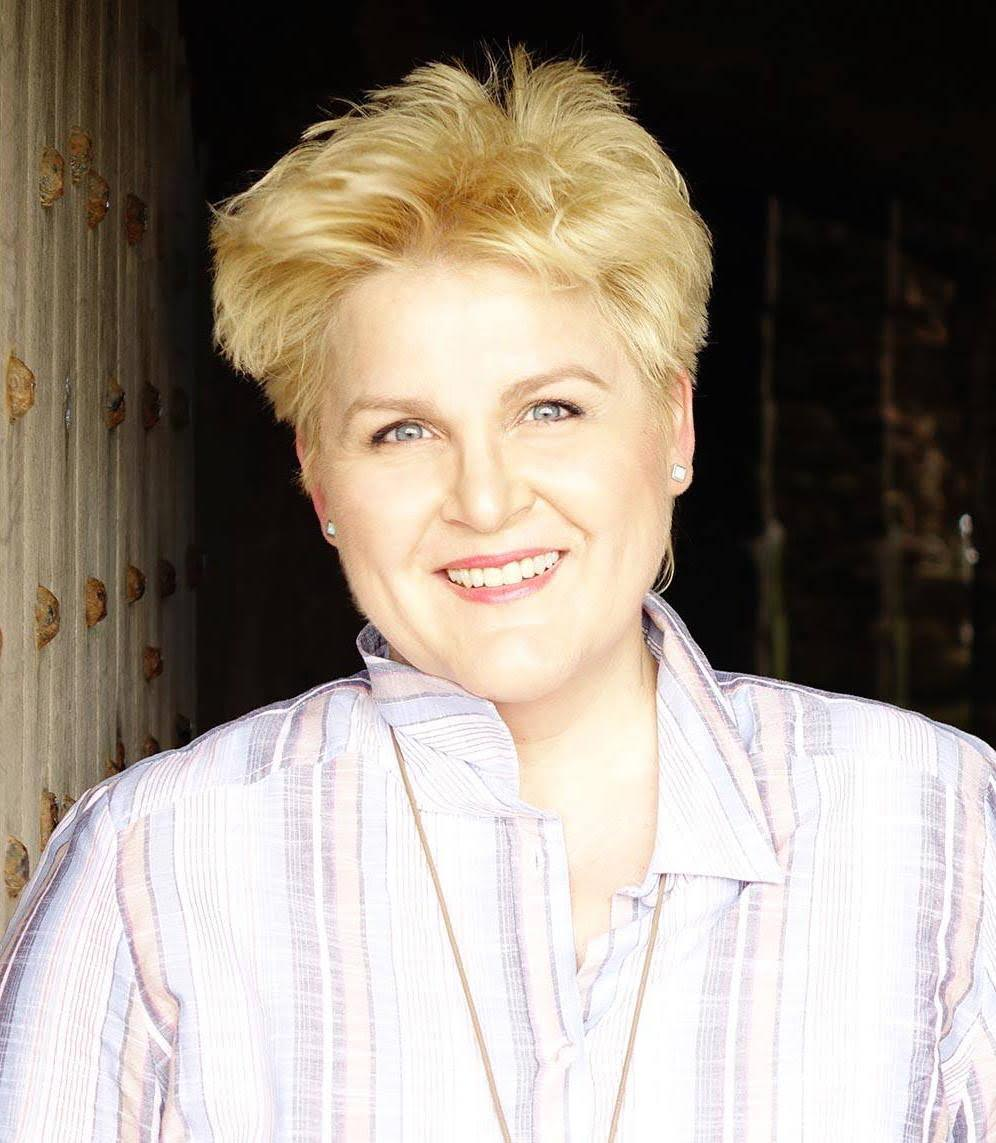
Martina André

Martina André (* 1961 in Bonn) ist eine deutsche Autorin.

## Leben
Im bürgerlichen Beruf ist Martina André Bundesbeamtin und lebt mit ihrer Familie in Koblenz. Sie schreibt Action-Romane im mythisch-mystischen Bereich. Sie nutzt den Namen ihrer hugenottischen Urgroßmutter als Pseudonym.

## Werke

### Bücher
- 2007: Die Gegenpäpstin. ISBN 3-7466-2323-5.
- 2007: Das Rätsel der Templer. ISBN 978-3-352-00751-4.
- 2008: Schamanenfeuer – Das Geheimnis von Tunguska. ISBN 978-3-352-00761-3.
- 2009: Die Teufelshure. ISBN 978-3-352-00773-6.
- 2011: Die Rückkehr der Templer. ISBN 978-3-352-00813-9.
- 2013: Flamme von Jamaika. ISBN 978-3-499-25953-1.
- 2013: Das Geheimnis des Templers. ISBN 978-3-7466-2993-3.
- 2014: Totentanz. ISBN 978-3-352-00875-7.
- 2015: Das Schicksal der Templer. ISBN 978-3-352-00673-9.
- 2018: Mystery of the Templars. ISBN 978-1-9832-8330-7
- 2019: RoboLOVE Operation: Iron Heart. ISBN 978-87-26-23625-5.
- 2019: RoboLOVE Operation: Copper Blood. ISBN 978-87-26-23628-6
- 2020: RoboLOVE Operation: Silver Soul. ISBN 978-87-26-23630-9.
- 2019: Operation: Iron Heart.  ISBN 978-87-26-23625-5.
- 2020: Das Erbe der Templer. ISBN 978-3-7466-3498-2.
- 2022: Die Prophezeiung der Templer. ISBN 978-3-7466-3824-9.

### Hörbücher
- Die Gegenpäpstin. RADIOROPA Hörbuch, Daun/Vulkaneifel 2008; ISBN 978-3-8368-0091-4 (2 MP3-CDs, Sprecherin: Anja Bilabel)
- Das Rätsel der Templer. RADIOROPA Hörbuch, Daun/Vulkaneifel 2008; ISBN 978-3-8368-0289-5 (3 MP3-CDs, Sprecher: Siegfried Knecht)
- Schamanenfeuer – Das Geheimnis von Tunguska. RADIOROPA Hörbuch, Daun/Vulkaneifel 2009; ISBN 978-3-8368-0382-3 (2 MP3-CDs, Sprecherin: Anja Bilabel)
- Die Teufelshure. RADIOROPA Hörbuch, Daun/Vulkaneifel 2009; ISBN 978-3-8368-0475-2 (2 MP3-CDs, Sprecherin: Anja Bilabel)
- Die Rückkehr der Templer. RADIOROPA Hörbuch, Daun/Vulkaneifel 2011; ISBN 978-3-8368-0475-2 (3 MP3-CDs, Sprecher: Jürgen Holdorf)
- Das Geheimnis des Templers. RADIOROPA Hörbuch, Daun/Vulkaneifel 2013; ISBN 978-3-8368-0709-8 (2 MP3-CDs, Sprecher: Jürgen Holdorf)
- Mystery of the Templars. Saga Egmond Audiobook, 2018 (Download, Sprecher: Sam Devereaux)
- Totentanz. RADIOROPA Hörbuch, 2014; ISBN 978-3-8368-0755-5 (2 MP3-CDs, Sprecher: Jürgen Holdorf)
- Das Schicksal der Templer. RADIOROPA Hörbuch, 2015; ISBN 978-3-8368-1178-1 (3 MP3-CDs, Sprecher: Jürgen Holdorf)
- Das Erbe der Templer. Saga Egmond / Steinbach Sprechende Bücher, 2020; ISBN 978-3-86974-420-9 (3 MP3-CDs, Sprecher: Erich Wittenberg)
- Die Prophezeiung der Templer. Saga Egmond / Steinbach Sprechende Bücher, 2022 ISBN 978-3-98736-036-7 (3 MP3-CDs, Sprecher: Erich Wittenberg)
- RoboLOVE Operation: Copper Blood. Saga Egmond Audiobook 2019, (Download, Sprecherin: Sandra Voss)
- RoboLOVE Operation: Silver Soul. Saga Egmond Audiobook, 2020, (Download, Sprecherin: Sandra Voss)
- RoboLOVE Operation: Iron Heart (Englisch). Saga Egmond Audiobook, 2022, (Download, Übersetzerin: Jenny Jenkins, Sprecherin: Heather Henriques)

## Quelle
- Neue promenade, Nr. 25/2007, Das Bücherjournal der Aufbau Verlagsgruppe

| Personendaten    | Personendaten    |
| ---------------- | ---------------- |
| NAME             | André, Martina   |
| KURZBESCHREIBUNG | deutsche Autorin |
| GEBURTSDATUM     | 1961             |
| GEBURTSORT       | Bonn             |